# 梅日里夫
49°4′36″N 28°0′22″E / 49.07667°N 28.00611°E
梅日里夫（烏克蘭語：Межирів），是烏克蘭的村落，位於該國西南部文尼察州，由日梅林卡區負責管轄，始建於十六世紀，面積1平方公里，海拔高度284米，2001年人口376。